# Annika Langvad
Annika Langvad (* 22. März 1984 in Silkeborg) ist eine ehemalige dänische Radrennfahrerin und mehrfache Weltmeisterin, die im Straßenradsport, Mountainbikesport und Cyclocross aktiv war.

## Sportliche Laufbahn
Ihre Karriere im Mountainbikesport begann Langvad im Jahr 2008 beim Holte Mountainbike Klub. Bereits ein Jahr später gewann sie ihren ersten nationalen Meistertitel im Cross-Country XCO. Im Jahr 2010 wurde Annika Langvad dreifache dänische Meisterin, im Straßenrennen, im Einzelzeitfahren und im Cross-Country. Im Jahr 2011 folgte der erste Titel im Cyclocross und im Jahr 2018 im MTB-Marathon XCM. Insgesamt gewann sie 19 nationale Meistertitel, 12 im Cross-Country XCO und XCM, 4 auf der Straße und 3 im Cyclocross.
Im Jahr 2010 wechselte Langvad zum Team Fujibikes Rockets und begann ihre internationale Karriere. Sie startete sowohl im olympischen Cross-Country, im MTB Marathon als auch bei Cross-Country-Etappenrennen. Ihre ersten internationalen Erfolge hatte sie auf den Langdistanzen. 2011 errang sie den Weltmeistertitel im Mountainbike-Marathon, nachdem sie 2010 schon den dritten Platz belegt hatte. Den Gewinn der Weltmeisterschaft konnte sie noch viermal in den Jahren 2012, 2014, 2017 und 2018 wiederholen.
Von 2014 bis 2019 gewann Annika Langvad fünfmal das südafrikanische Mountainbike-Etappenrennen Cape Epic: 2014, 2015 und 2016 gemeinsam mit Ariane Kleinhans, 2018 mit Kate Courtney und 2019 mit Anna van der Breggen. Auch bei anderen Etappenrennen wie den Swiss Epic oder beim Cyprus Sunshine Cup stand sie regelmäßig auf dem Podium.
Ihren Durchbruch im UCI-Mountainbike-Weltcup hatte Langvad im Jahr 2015, als sie in Val di Sole ihr erstes Weltcup-Rennen Cross-Country gewann. Es folgten zwei Siege zu Beginn der Saison 2016, die Führung in der Gesamtwertung verlor sie erst im letzten Rennen der Saison an Catharine Pendrel. Dafür wurde sie im Jahr 2016 Weltmeisterin im XCO. Nachdem sie im Jahr 2012 die Teilnahme an den Olympischen Sommerspielen nach einem Rippenbruch zwei Wochen vor Beginn verpasst hatte, konnte sie im Jahr 2016 teilnehmen und belegte den 11. Platz.
Nachdem im Jahr 2018 der Cross-Country Short Track (XCC) als neue Disziplin in den Weltcup aufgenommen worden war, gewann Langvad die Premiere der Disziplin in Albstadt. Insgesamt dominierte sie den Short Track in der Saison 2018: sie beendete fünf der sechs Saisonrennen auf Platz 1 und ein Rennen auf Platz 2. Mit diesem Ergebnis und zwei Siegen über die olympische Distanz beendete sie die Saison nochmals auf Platz 2 der Weltcup-Gesamtwertung, diesmal hinter Jolanda Neff.
Zur Saison 2019 kam es zu einem Kontakt mit dem Boels Dolmans Cyclingteam von Anna van der Breggen, der zu einem gemeinsamen Start bei der Cape Epic führte. Im Gegenzug bekam Langvad die Möglichkeit, an Rennen auf der Straße teilzunehmen. Dabei wurde sie u. a. Zweite bei der Strade Bianche femminile, Dritte beim La Flèche Wallonne Féminine und Vierte beim Amstel Gold Race Ladies Edition.
Im Oktober 2020 erklärte Langvad ihren Rücktritt vom Leistungsradsport. Nach mehrjähriger Wettkampfpause, während der sie ein Kind zur Welt gebracht hatte, gab sie beim Cape Epic 2025 ein Comeback. Durch ihren sechsten Sieg, an der Seite von Sofía Gómez Villafañe, stieg sie zur erfolgreichsten Fahrerin dieses Rennens auf.

## Privates
Neben ihrer Sportlerkarriere studierte Langvad Zahnmedizin und schloss dieses Studium 2016 ab. Nach ihrem Karriereende arbeitete sie als Zahnärztin.

## Erfolge

### Mountainbike
| 2009 - Dänische Meisterin – Cross-Country XCO 2010 - Weltmeisterschaft – Marathon XCM - Dänische Meisterin – Cross-Country XCO - Heubacher Mountainbikefestival Bike the Rock (HC) 2011 - Weltmeisterin – Marathon XCM - Dänische Meisterin – Cross-Country XCO 2012 - Weltmeisterin – Marathon XCM - Dänische Meisterin – Cross-Country XCO - Gesamtwertung Afxentia Stage Race / Cyprus Sunshine Cup (SHC) 2013 - Dänische Meisterin – Cross-Country XCO 2014 - Weltmeisterin – Marathon XCM - Dänische Meisterin – Cross-Country XCO - Gesamtwertung Cape Epic (mit Ariane Kleinhans) - Gesamtwertung Swiss Epic (mit Ariane Kleinhans) - Heubacher Mountainbikefestival Bike the Rock (HC) | 2015 - Weltmeisterschaft – Marathon XCM - Weltmeisterschaft – Staffel XCR - Dänische Meisterin – Cross-Country XCO - Gesamtwertung Cape Epic (mit Ariane Kleinhans) - Gesamtwertung Afxentia Stage Race / Cyprus Sunshine Cup (SHC) - Heubacher Mountainbikefestival Bike the Rock (HC) - Ötztaler Mountainbike Festival (HC) 2016 - Weltmeisterin – Cross-Country XCO - Europameisterschaft – Cross-Country XCO - Dänische Meisterin – Cross-Country XCO - Gesamtwertung Cape Epic (mit Ariane Kleinhans) - zwei Weltcup-Siege – Cross-Country XCO 2017 - Weltmeisterin – Marathon - Weltmeisterschaft – Staffel XCR - Dänische Meisterin – Cross-Country XCO - ein Weltcup-Sieg – Cross-Country XCO - zwei Rennen UCI MTB Marathon Series | 2018 - Weltmeisterin – Marathon XCM - Weltmeisterschaft – Cross-Country XCO - Weltmeisterschaft – Staffel XCR - Dänische Meisterin – Cross-Country XCO - Dänische Meisterin – Marathon XCM - Gesamtwertung Cape Epic (mit Kate Courtney) - zwei Weltcup-Siege – Cross-Country XCO - fünf Weltcup-Siege – Short Track XCC 2019 - Gesamtwertung Cape Epic (mit Anna van der Breggen) - Gesamtwertung Afxentia Stage Race / Cyprus Sunshine Cup (SHC) - Sea Otter Classic (HC) 2020 - Dänische Meisterin – Cross-Country XCO - Dänische Meisterin – Marathon XCM - Gesamtwertung Swiss Epic (mit Haley Batten) 2025 - Gesamtwertung Cape Epic (mit Sofía Gómez Villafañe) |

| 2010 - Dänische Meisterin – Einzelzeitfahren, Straßenrennen 2011 - Dänische Meisterin – Einzelzeitfahren 2013 - Dänische Meisterin – Einzelzeitfahren | 2011 - Dänische Meisterin 2014 - Dänische Meisterin 2015 - Dänische Meisterin |